# Oosterbuurt (Castricum)
Oosterbuurt is een buurtschap in de gemeente Castricum, in de Nederlandse provincie Noord-Holland. Oosterbuurt ligt aan de zuidoostkant van Castricum, Molendijk en net ten noorden van Heemstee.
Oosterbuurt is sinds de uitbreiding van Castricum in de 20e eeuw een onderdeel geworden van Castricum. Toch kent het een duidelijk eigen karakter uit de eeuwenlange periode dat het geheel loslag van Castricum. Dit geldt met name voor het zuidelijke deel van Oosterbuurt. Het noordelijkste deel is een echte nieuwbouw geworden van Castricum, en loopt onder meer over in de Molendijk, dit deel wordt daarom niet altijd meer tot de Oosterbuurt gerekend. Het zuidelijk deel wordt nog als buitengebied gezien. Dat het zuidelijke deel toch in de toekomst mogelijk steeds meer bebouwd geraakt bleek in 2009 toen de gemeenteraad met het plan kwam om de Rollerusstraat vol te laten bouwen. Oosterbuurt vormt samen met Heemstee ook de wijk Castricum-Zuid. Samen met Heemstee valt het formeel onder het dorp Castricum.
Dorpen: Akersloot · Bakkum · Bakkum-Noord · Castricum · Castricum aan Zee · Dusseldorp · Limmen · De Woude

Buurtschappen: Boekel · Duin en Bosch · Heemstee · Klein Dorregeest (deels) · Kogerpolder (deels) · Molendijk · Noord-End · Noord-Bakkum · Oosterbuurt · Oosterzij (deels) · Schulpstet · Starting · Stierop
Noord-Holland: Steden en dorpen      Nederland: Provincies · Gemeenten